# Maria Karaczun

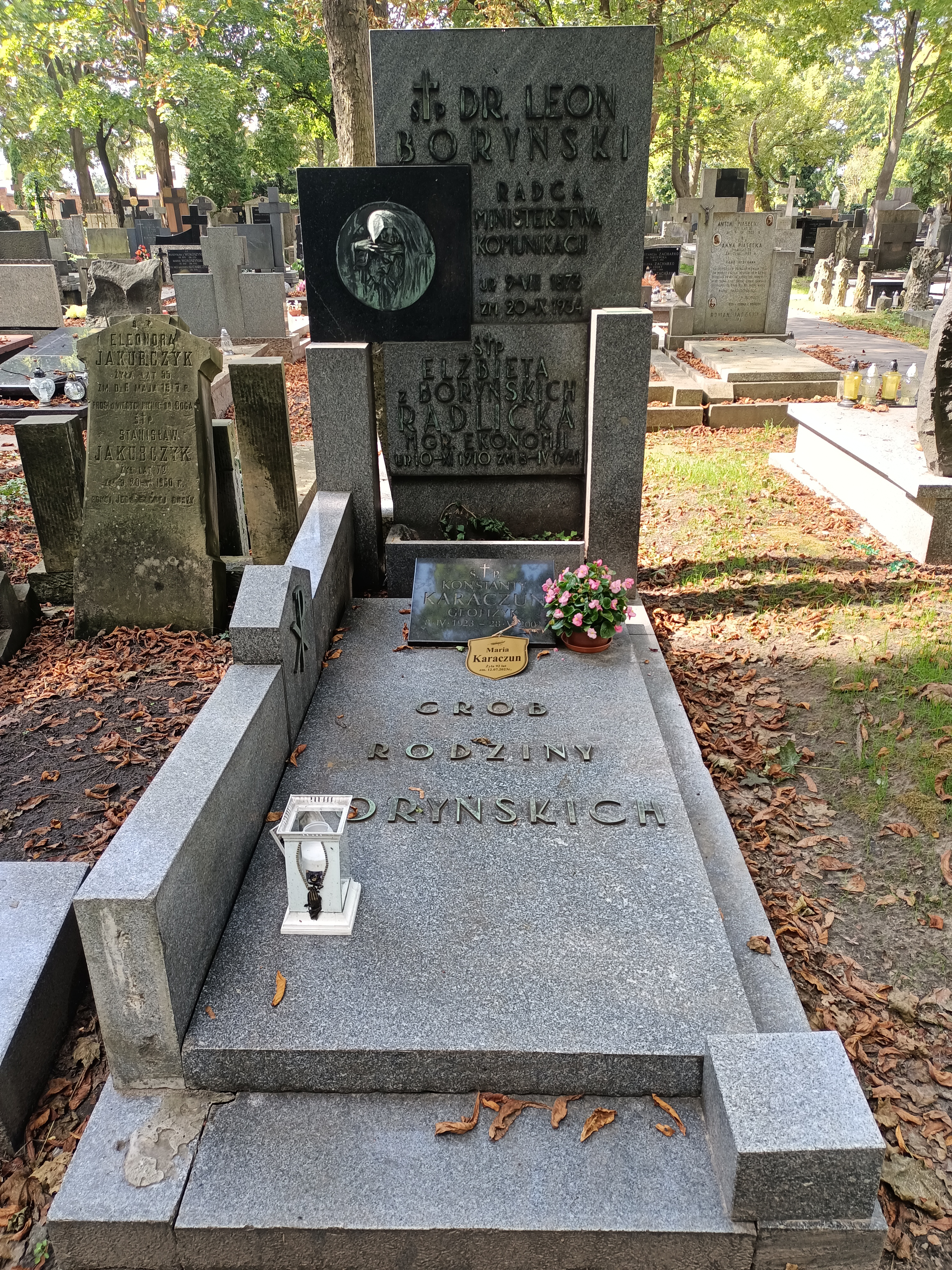
Nagrobek Marii Karaczun na cmentarzu powązkowskim

Maria Karaczun pseud. „Goryl” (ur. 1931, zm. 12 lipca 2023) – polska działaczka opozycji demokratycznej w okresie PRL, uczestniczka powstania warszawskiego.
W czasie okupacji niemieckiej podczas II wojny światowej była członkiem Szarych Szeregów. Uczestniczyła w powstaniu warszawskim. 
Od 1980 roku była działaczką NSZZ „Solidarność”. Mieszkała w Milanówku. 
W sierpniu 2008 roku została odznaczona przez Prezydenta RP Lecha Kaczyńskiego za wybitne zasługi dla niepodległości Rzeczypospolitej Polskiej, za działalność na rzecz środowisk kombatanckich – Krzyżem Kawalerskim Orderu Odrodzenia Polski. 